# Astronomy Picture of the Day
Astronomy Picture of the Day (APOD) (рус. Астрономическая картинка дня) — это веб-сайт, поддерживаемый NASA и Мичиганским технологическим университетом (МТУ). По данным самого сайта на нём «каждый день публикуется изображение или фотоснимок из нашей Вселенной, а также краткое пояснение к нему, написанное профессиональным астрономом». 
Событие, к которому относится изображение, не обязательно произошло в день публикации на сайте APOD. Кроме того, изображения иногда повторяются. Тем не менее, изображения и их описания довольно часто касаются текущих событий в астрономии и исследовании космоса.
Текстовые пояснения содержат гиперссылки на другие изображения или веб-сайты, где можно получить дополнительную информацию. Изображения обычно являются или фотографиями в видимом спектре, или снимками, выполненными в невидимых длинах световых волн и искусственно раскрашенными. Также это могут быть видеоклипы, анимации, или художественные иллюстрации на космическую тематику. 
Все опубликованные изображения сохранены в архиве APOD, начиная с самого первого, которое появилось на сайте 16 июня 1995 года. Эта инициатива получила поддержку от NASA, Национального научного фонда и MTУ. При этом довольно часто снимки с сайта APOD защищены авторским правом, в отличие от других подобных галерей изображений NASA, потому что их авторами иногда оказываются люди или организации, не имеющие прямого отношения к NASA.
Когда сайт APOD был только запущен, он получил всего 14 просмотров за первый день. По состоянию на 2012 год, по приблизительным оценкам, всех просмотров было около 1 миллиарда. Материалы, загружаемые на APOD, ежедневно переводятся на 21 язык..
В 1996 году сайт APOD был представлен на конференции Американского астрономического общества. Его методы использования гипертекста были проанализированы в отдельной статье 2000 года. В 2001 году сайту была присуждена награда «Sci/Tech Web Award» от научно-популярного журнала Scientific American. В 2002 году веб-сайт был темой интервью с Робертом Немироффом на канале CNN в программе «Saturday Morning News». В 2003 году два автора опубликовали книгу под названием «The Universe: 365 Days», издателем которой выступил Гарри Абрамс. Эта книга содержит коллекциию лучших изображений, появлявшихся на сайте APOD, она имеет твердый переплет и большой размер. В 2004 году APOD был оценён как «лучшая коллекция» в ноябрьском номере журнала «D-Lib Magazine».
Во время приостановки работы правительства США в октябре 2013 года APOD продолжил работать на своих зеркалах.